# 莫洛迪日内 (哈尔科夫州)
49°7′43″N 35°27′30″E / 49.12861°N 35.45833°E
莫洛迪日内（羅馬化：Molodizhne），2024年9月前名为佩爾紹特拉夫內韋（烏克蘭語：Першотравневе），是位於烏克蘭東部的村莊，由哈爾科夫州别列斯京区的扎切皮利夫卡市鎮負責管轄。該村始建於1905年，面積0.11平方公里，海拔高度137米，2001年人口375，人口密度每平方公里3,318.6人。
2024年9月19日，乌克兰最高拉达将此村的名字改为莫洛迪日内。